# Selene (Kamjanske, Pjatychatky)
Selene (ukrainisch Зелене; russisch Зелёное Seljonoje, zu deutsch „Grün“) ist eine Siedlung mit etwa 140 Einwohnern (2012) im Zentrum der Ukraine.
Selene liegt in der Steppe im historischen Gebiet des sogenannten „Wilden Feldes“ im Rajon Kamjanske innerhalb der Oblast Dnipropetrowsk. Die Ortschaft verfügt über einen eigenen Bahnhof an der Bahnstrecke Oleksandrija–Dnipro.
Die nächstgelegene Stadt ist Schowti Wody, etwa 15 km südlich gelegen.
Pjatychatky, 16 km südöstlich und Oleksandrija, 40 km nordwestlich der Ortschaft, lassen sich auch über die nahe gelegene Fernstraße M 04/ E 50 erreichen.
Am 12. Juni 2020 wurde die Ansiedlung ein Teil der neugegründeten Stadtgemeinde Pjatychatky, bis dahin war sie ein Teil der Landratsgemeinde Schowte im Westen des Rajons Pjatychatky.
Am 17. Juli 2020 kam es im Zuge einer großen Rajonsreform zum Anschluss des Rajonsgebietes an den Rajon Kamjanske.